# Publicaciones Gráficas
Publicaciones Gráficas S.A. fue una empresa española de impresión tipográfica.

## Historia
La empresa, propiedad del político lerrouxista Juan Pich y Pon, tenía su sede en Barcelona y era editora de varios periódicos: La Calle, El Día Gráfico y La Noche. Además de estos diarios, la empresa también se dedicó a la impresión de otras publicaciones. Los talleres de «Publicaciones Gráficas» llegaron a constituir uno de los mejores establecimientos tipográficos de Barcelona. Durante la Guerra civil las instalaciones fueron incautadas por un comité obrero.